# БРДМ-3
БРДМ-3 — российская бронированная разведывательно-дозорная машина на базе бронетранспортёра БТР-80А.

## Описание конструкции

### Броневой корпус и башня
Боевая машина разделена на три отделения:
- отделение управления;
- моторно-трансмиссионное;
- боевое.

В состав экипажа входят 6 человек:
- Командир разведывательного отделения;
- Водитель;
- Наводчик;
- Три разведчика.

Все рабочие места экипажа оснащены системой общего и индивидуального освещения с устройством автоматического переключения в режим маскировки в случае открытия люков.
В башенной установке размещаются приборы наблюдения и прицеливания, а также основное вооружение.

### Вооружение
В качестве основного орудия используется 30-мм нарезная малокалиберная автоматическая пушка 2А72. Дальность стрельбы бронебойно-трассирующими снарядами днём составляет до 2 км, ночью — до 800 метров. В боекомплект входят 300 снарядов.
Дополнительно с 2А72 спарен 7,62-мм пулемёт ПКТ. Прицельная дальность стрельбы из пулемёта составляет до 1,5 км, ночью — до 800 метров. В боекомплект входят 2000 патронов.
Также на башне были установлены 6 гранатомётов системы постановки дымовой завесы 902В «Туча», для стрельбы 81-мм дымовыми гранатами.

### Средства наблюдения и связи
Для ведения прицельной стрельбы днём БРДМ-3 имеет прицел 1ПЗ-9, для стрельбы ночью имеется ночной прицел ТПН-3-42, а также инфракрасный прожектор ОУ-5М.
Связь и передача разведывательных данных производится через коротковолновую радиостанцию, четыре УКВ радиостанции (две из которых выносные). Кроме того имеется специальное телефонное оборудование, а также комплект специальной аппаратуры для засекречивания переговоров.

### Двигатель и трансмиссия
В БРДМ-3 установлен 8 цилиндровый турбонаддувной дизельный двигатель КАМАЗ-7403. Мощность двигателя составляет 260 л. с. Механическая трансмиссия установлена в одном блоке с силовой установкой. Благодаря такой конструкции в полевых условиях возможна оперативная замена силовой установки.

### Ходовая часть
Ходовая часть БРДМ-3 аналогична бронетранспортёру БТР-80. В качестве базы используется полноприводное колёсное шасси (8 × 8 / 4). Для совершения поворотов управляемыми выполнены две передние пары колёс. Колёса снабжены системой контроля давления в шинах, также благодаря использованию пулестойких бескамерных шин КИ-80 и КИ-126, машина может продолжать движение даже после их прострела.
Подвеска БРДМ-3 индивидуальная торсионная. По проходимости БРДМ-3 сравнима с гусеничными машинами. Угол преодолеваемых подъёмов составляет до 30°, угол бокового крена — до 25°. Для преодоления водных преград в машине имеется водомётный движитель.

## Операторы
- Кения — 8 единиц, по состоянию на 2012 год. Первоначальный контракт стоимостью 8,9 млрд кенийских шиллингов (105,6 млн дол), подписанный в августе 2011 года, предполагал поставку 88 БРДМ до конца 2011 года[2].